# اللهم
اللهم (در عربی: ٱللَّٰهُمَّ)، اصطلاحی اسلامی و عربی برای خطاب قرار دادنِ الله (خدای واحد) است. این اصطلاح به معنای «ای خدا» ترجمه شده و معادل «یا الله» در نظر گرفته شده است.

## ریشه‌شناسی
برخی از دستور زبان شناسان (مانند: سیبویه) معتقدند که این مخفف کلمه: «یا اللّهُ اُمَّنا بخیر = اِقصِدنا بخیر» به معنی «خدایا، ما را به خیر و نیکی هدایت کن» است. برخی استدلال کرده‌اند که پسوند ـ مَّ جای یا را می‌گیرد. ابن عاشور دانشمند مسلمان، در تفسیر خود از سوره آل عمران بیان می‌دارد که کلمه اللهم از عبری یا از قحطانی مشتق شده است.

## در قرآن
واژه «اللهم» مجموعاً ۵ مرتبه در قرآن ذکر شده است که (از آغاز تا پایان) بدین قرارند: ۱. سوره آل عِمران، آیه ۲۶/، ۲. سوره مائده، آیه ۱۱۴/، ۳. سوره اَنفال، آیه ۳۲/، ۴. سوره یونس، آیه ۱۰/، ۵. سوره زُمَر، آیه ۴۶.
۱. قُلِ اللَّهُمَّ مَالِکَ الْمُلْکِ تُؤْتِی الْمُلْکَ مَنْ تَشَاءُ وَتَنْزِعُ الْمُلْکَ مِمَّنْ تَشَاءُ وَتُعِزُّ مَنْ تَشَاءُ وَتُذِلُّ مَنْ تَشَاءُ ۖ بِیَدِکَ الْخَیْرُ ۖ إِنَّکَ عَلَیٰ کُلِّ شَیْءٍ قَدِیرٌ. (آل عمران/۲۶)
یعنی: بگو: خداوندا، تو صاحب فرمان و سلطنتی. به هر کس بخواهی حکومت می‌دهی و از هر کس بخواهی حکومت را می‌گیری و هر که را بخواهی عزّت می‌بخشی و هر که را بخواهی ذلیل می‌نمایی، همه خیرها تنها به دست توست. همانا تو بر هر چیز توانایی.
۲. قَالَ عِیسَی ابْنُ مَرْیَمَ اللَّهُمَّ رَبَّنَا أَنْزِلْ عَلَیْنَا مَائِدَةً مِنَ السَّمَاءِ تَکُونُ لَنَا عِیدًا لِأَوَّلِنَا وَآخِرِنَا وَآیَةً مِنْکَ ۖ وَارْزُقْنَا وَأَنْتَ خَیْرُ الرَّازِقِینَ. (مائده/۱۱۴)
یعنی: عیسی‌بن مریم گفت: خداوندا، مائده و سفره ای از آسمان بر ما فرو فرست که برای نسل کنونی و آیندگان ما عید و نشانه‌ای از تو باشد و ما را روزی ده که تو بهترین روزی دهندگانی.
۳. وَإِذْ قَالُوا اللَّهُمَّ إِنْ کَانَ هٰذَا هُوَ الْحَقَّ مِنْ عِنْدِکَ فَأَمْطِرْ عَلَیْنَا حِجَارَةً مِنَ السَّمَاءِ أَوِ ائْتِنَا بِعَذَابٍ أَلِیمٍ. (انفال/۳۲)
یعنی: و (یادآور) زمانی که (مخالفان) گفتند: خدایا، اگر این (قرآن) همان حقّ از جانب تو است، پس بر ما از آسمان سنگ‌هایی بباران یا عذابی دردناک برای ما بیاور.
۴. دَعْوَاهُمْ فِیهَا سُبْحَانَکَ اللَّهُمَّ وَتَحِیَّتُهُمْ فِیهَا سَلَامٌ ۚ وَآخِرُ دَعْوَاهُمْ أَنِ الْحَمْدُ لِلَّهِ رَبِّ الْعَالَمِینَ. (یونس/۱۰)
یعنی: دعا و نیایش آنان در بهشت، خدایا، تو پاک و منزّهی است و درودشان در آنجا سلام است و پایان نیایش آنان، سپاس و ستایش مخصوص خداست می‌باشد.
۵. قُلِ اللَّهُمَّ فَاطِرَ السَّمَاوَاتِ وَالْأَرْضِ عَالِمَ الْغَیْبِ وَالشَّهَادَةِ أَنْتَ تَحْکُمُ بَیْنَ عِبَادِکَ فِی مَا کَانُوا فِیهِ یَخْتَلِفُونَ. (زمر/۴۶)
یعنی: بگو: خداوندا، ای آفریدگار آسمان و زمین، ای دانای غیب و شهود، تویی که در میان بندگانت در آنچه همواره اختلاف می‌کنند، داوری خواهی کرد.

## مقالات مرتبط
- فهرست اصطلاحات اسلام
- صلوات
- الحمدلله